# Индустрия Леваллуа

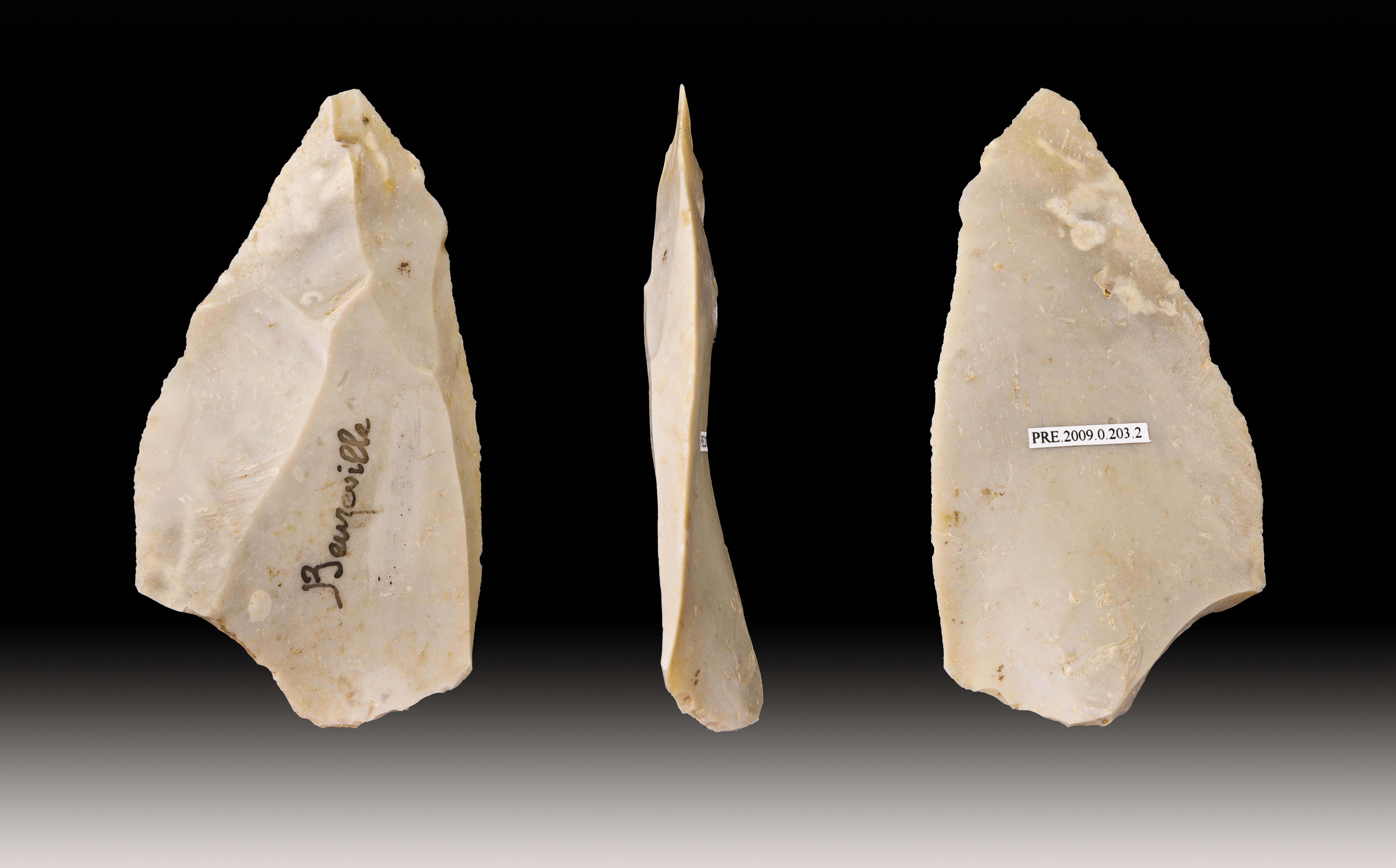
Остроконечник леваллуа

Изготовление леваллуазского остроконечника

Скалывание отщепа по методу леваллуа

Индустрия леваллуа — археологическая каменная индустрия, характерная для среднего и частично верхнего палеолита. Названа по найденным в XIX веке кремнёвым орудиям в Леваллуа-Перре 48°53′40″ с. ш. 2°17′18″ в. д., пригороде Парижа. В XIX веке данные орудия рассматривались как принадлежащие отдельной «леваллуазской культуре». Позднее было установлено, что область распространения орудий была обширной и охватывала различные культуры и довольно большой хронологический период.

## Распространение
Впервые индустрия Леваллуа появляется в нижнем палеолите, однако наибольшее распространение получает у неандертальцев среднего палеолита.
Вскоре после морской изотопной стадии 9 (337—300 тыс. л. н.) индустрия Леваллуа распространилась на значительной части Африки и Евразии.
Артефакты из леваллуазского обсидиана на территории Армении, около Еревана, в местечке Нор Гехи, датируемые возрастом от 335 до 325 тыс. лет назад, являются старейшими в Евразии. Это говорит о том, что леваллуазская технология могла развиваться независимо в разных человеческих популяциях.
На территории Леванта индустрия Леваллуа встречается даже в слоях верхнего палеолита и более поздних. Каменные орудия нубийской технологии Леваллуа, ранее считавшиеся характерными для Homo sapiens, найдены в пещере Шукба на палестинском Западном берегу реки Иордан в провинции Рамалла и эль-Бира вместе с зубом самого южного неандертальца.
В долине реки Сон в штате Мадхья-Прадеш (Индия) каменная индустрия Леваллуа в местонахождении Дхаба (Dhaba locality) оставалась неизменной в период с 79,6 ± 3,2 тыс. л. н. до 65,2 ± 3,1 тыс. л. н. даже после извержения вулкана Тоба ~74 тыс. л. н. Каменная индустрия из Дхабы сильно напоминает каменные орудийные комплексы Африки (африканский средний каменный век (MSA)), Аравии, а также самые ранние артефакты Австралии. Технология Леваллуа отсутствует в Дхабе выше слоя E, датируемого возрастом 47,5 ± 2,0 тыс. лет назад.
В Сенегале (Saxomununya) технологии Леваллуа, характерные для среднего каменного века Африки (MSA), продолжали использовать 11 600 лет назад.

## Технология
Данный метод позволял гораздо точнее контролировать размер и форму конечного продукта и был более сложным, чем ранние методы отщепления камня. Он предполагал скалывание качественных отщепов кремня со специально подготовленной предварительными сколами заготовки. Подготовка производилась путём радиальных сколов по краям и оформления одной или двух ударных площадок. В результате образовывался дисковидный «пренуклеус», напоминающий панцирь черепахи. Затем из средней части отщеплялось 1—3 орудия. Далее могли снова подправить полученное ядрище или «нуклеус» и произвести следующие скалывания орудий.
В результате получались округлые или остроконечные отщепы, которые могли использоваться как орудия сразу или после минимальной доводки. Применялись как скрёбла или ножи, но могли быть также адаптированы для использования как наконечники. После всего цикла скалываний оставался нуклеус леваллуазского типа. Орудия леваллуа отличаются от схожих изделий старшего возраста гораздо более длинной режущей кромкой.